# Fabian Gartmann
Fabian Gartmann (* 1984) ist ein deutscher Journalist.

## Werdegang
Fabian Gartmann studierte zunächst Geografie, Geschichte, Politik und Philosophie in Bonn.  Er brach jedoch das Studium ab. An der Journalistenschule Axel Springer begann er anschließend die Ausbildung zum Journalisten, die er bei Bild am Sonntag abschloss. Für die BamS arbeitete er als Reporter im Nachrichtenressort, bis er im April 2012 als Reporter für Investigative Recherche zum Handelsblatt wechselte. Danach verließ er den Journalismus und gründete mit seinem Bruder Sebastian 2015 das Startup "Get a cam" welches im Februar 2017 von der Rocket-Internet-Beteiligung "Campsy" übernommen wurde.

## Auszeichnungen
- 2013: Henri-Nannen-Preis in der Kategorie Dokumentation, zusammen mit Sönke Iwersen für den Artikel „Ladenschluss“ im Handelsblatt über den Unternehmer Anton Schlecker.[3]
- 2013: Heinrich-Heine-Journalismuspreis[4]
- 2013: Helmut-Schmidt-Journalistenpreis für den Artikel Die Abzocker über "Berufskläger" auf Hauptversammlungen[5]